# Sang sông
Sang sông là một bộ phim điện ảnh truyền hình được thực hiện bởi Trung tâm Phim truyền hình Việt Nam, Đài Truyền hình Việt Nam, do Trọng Trinh làm đạo diễn. Phim phát sóng lần đầu vào năm 2002 trong chương trình Văn nghệ Chủ nhật, phát sóng trên kênh VTV3.

## Nội dung
Bộ phim lấy bối cảnh một địa phương miền bắc Việt Nam khoảng 20 năm sau ngày Thống nhất. Trong khi cả làng tất bật chuẩn bị di rời sang nơi ở mới thì bà Lành và mẹ chồng vẫn cố bám trụ lại. Chồng cua Lành là Thiện đã chết trong chiến tranh khi đang mặc quân phục của Quân lực Việt Nam Cộng hòa, Thiện bị nghi ngờ là kẻ phản bội khiến mẹ và vợ chịu liên lụy.
Người đứng đầu nhóm hút cát là Chấn đã liên kết với chủ tịch xã Kiểm để đẩy nhanh quá trình di dân, khi biết nhà bà Lanh không chịu di rời, Chấn đã đến tận nơi tìm hiểu. Tại đây Chấn và Lành nhận ra họ là người mình thương từ lần gặp đầu tiên tại hội làng hơn 20 năm trước. Sau ngày ấy, không thấy Chấn sang hỏi cưới nên Lành đã được gả cho Thiện. Sau cuộc gặp, Chấn thay đổi ý định, ông hủy hợp đồng hút cát và giúp đỡ Lành và bà mẹ chồng, một phần vì muốn gợi lại tình cảm xưa.
Bộ phim kết thúc khi đồng đội cũ của Thiện tìm đến cùng hồ sơ giải mật, Thiện vốn là lính tình báo được cài vào hàng ngũ địch. Khi Thiện hy sinh, người đồng đôi này đã thay thế, tiếp tục nhiệm vụ. Khi nỗi oan được giải cũng là lúc mẹ của Thiện qua đời, Lành từ bỏ ngôi nhà và việc thờ cúng để đến nơi ở mới.

## Diễn viên
- Minh Châu trong vai Lành
- Phạm Thị Tần trong vai Mẹ Thiện
- Tạ Minh Thảo trong vai Chấn
- Đình Chiến trong vai Kiểm
- Phú Đôn trong vai Tuy
- Thúy Định trong vai Vợ Tuy
- Trọng Trinh trong vai Đồng đội của Thiện
- Văn Quỳnh trong vai Con đỡ đầu của Thiện
- Quốc Quân trong vai Thắng

## Giải thưởng và đề cử
| Năm  | Giải thưởng                                     | Hạng mục   | Đề cử | Kết quả         | Nguồn       |
| ---- | ----------------------------------------------- | ---------- | ----- | --------------- | ----------- |
| 2003 | Liên hoan phim truyền hình toàn quốc lần thứ 22 |            | —     | Huy chương Vàng | [ 2 ] [ 3 ] |
| 2003 | Giải Cánh diều 2002                             | Phim video | —     | Cánh diều Bạc   | [ 4 ]       |